# Catacombe di San Zotico
La catacomba di San Zotico è una catacomba di Roma, posta al X miglio dell'antica via Labicana. Attualmente si trova in un'area a fianco di via Nicolosi, nella zona della Borghesiana.

Le catacombe risalgono alla fine del III secolo e sono legate alla memoria dei santi Zotico e Amanzio dei quali il dies natilis è fissato al 10 febbraio nel Martyrologium Hieronymianum. All'inizio dell'VIII secolo, ai due martiri vengono associati anche quelli di Ireneo e Giacinto.

## Storia
La catacomba di San Zotico fu scoperta agli inizi del Settecento. Un restauro, organizzato dalla Pontificia commissione di archeologia sacra, in collaborazione con la Soprintendenza Archeologica di Roma e la cattedra di Archeologia Cristiana dell'Università degli Studi di Roma Tor Vergata è stato organizzato alla fine del ventesimo secolo.

## Lo scavo
Lo scavo è stato condotto insieme all'équipe di studenti della II Università di Roma e dei dottorandi del Pontificio Istituto che si occuparono della sezione ipogea e dei cubicoli intorno ai sepolcri dei martiri, riconoscibili grazie alle pitture e alle decorazioni tombali di squisita fattura.
Lo scavo, iniziato nell'estate del 1998, ha portato alla luce resti di diversi sostrati sociali e cronologici, vista anche la presenza di "firme" da parte dei rifugiati durante i recenti conflitti mondiali.

## Turismo
Le catacombe e la basilica costruita nel terreno annesso non sono aperte al pubblico, ma per visitarle occorre il permesso della Sovrintendenza nonché del Pontificio istituto di Archeologia Cristiana.